# Старо војничко гробље на подручју Хртар (Чајниче)
Старо војничко гробље на подручју Хртара је национални споменик Босне и Херцеговине. Налази се у мјесту Милатковићи, Чајниче, Република Српска, Босна и Херцеговина. Национални споменик чине остаци старог војног гробља из османског доба.

## Историја
Старо војничко гробље налази се у шуми око пола сата хода према западу од села Милатковићи, у предјелу који носи назив Хртар, на површини од око 7500 метара квадратних. Чине га један комплетан гроб са нишанима, два изваљена нишана и гомила камења од седре које је служило као оквир гробова, обрасло маховином. Цијели терен је прекривен сувим лишћем и грањем, а понегдје и растињем. Није могуће установити колико је било гробова на гробљу.

## Опис добра
Сачувани гроб је дужине око 3 метра, са усправно постављеним нишанима. Оријентисан је у основном правцу запад–исток са отклоном према сјеверу, а не према југоистоку како је то уобичајено, што је и случај у великом гробљу на Пресјеци код Устиколине. Гроб је обрубљен клесаним седреним базаментима различите величине, који одају утисак масивних клесаника.
Доглавни нишан, квадратног је пресјека, са издуженим вратом на врху. На доглавном нишану су урезани копље са заставицом и крива сабља. Оба мотива се често јављају на првим познатим нишанима из друге половине XV и XVI вијека, који су по облику здепастији, грубље израде и најчешће призматично завршени. Доножни нишан је у облику уске вертикалне плоче која се завршава на сљеме, ширине око 30 и дебљине око 12 центиметара.
Два оборена нишана вјероватно припадала су једном гробу.
На локацији гробља има још разног другог тврђег камења, али није утврђена њихова намјена.
Нишан са турбаном у Милатковићима има све ознаке једног шехитског гроба, како по величини, материјалу и изради нишана, тако и по избору украсних мотива (копље са заставицом и сабља) и по величини гроба. Најсличнији нишан овом споменику налази се на старом муслиманском гробљу на локалитету „Варош” у засеоку Поповићи код Калиновика.